# Martin Jakš
Martin Jakš, né le 6 septembre 1986 à Plzeň, est un fondeur tchèque. Spécialiste des courses de distance, il compte deux podiums individuels dans des étapes en Coupe du monde et une médaille olympique en relais.

## Biographie
Le Tchèque dispute sa première compétition internationale en 2003 au Festival olympique de la jeunesse européenne, où il récolte une cinquième place. En fin d'année 2005, il monte sur son premier podium sur une course de la Coupe slave, avant d'être au départ de la manche de Coupe du monde à Nové Město na Moravě. Sur sa deuxième course à ce niveau, il finit 25e du quinze kilomètres classique d'Otepää, ce qui lui vaut son premier classement général en Coupe du monde. Lors des Championnats du monde junior 2006, il remporte trois médailles, dont l'argent sur le dix kilomètres et deux de bronze en poursuite et relais.
Il est sélectionné pour ses premiers championnats du monde en 2007 à Sapporo. Il émerge au plus haut niveau lors de la saison suivante, où il connaît sa première victoire en Coupe du monde avec le relais à Davos avec Lukáš Bauer, Milan Sperl et Martin Koukal. Ensuite, sur le Tour de ski, il est auteur d' un top dix sur une étape (sixième d'un quinze kilomètres avec départ à handicap) et se classe onzième. Il devient quelques semaines plus tard champion du monde des moins de 23 ans sur quinze kilomètres classique. Il confirme rapidement ce titre avec une troisième place sur le prologue des Finales de la Coupe du monde à Bormio. 
Lors des deux saisons suivantes, il n'arrive pas à reproduire ce genre de performance, si ce n'est ce la médaille de bronze avec le relais aux Jeux olympiques de Vancouver en 2010, où il est deux fois dans le top trente en individuel.
Il renoue avec ses résultats de 2008 en s'illustrant sur le Tour de ski, avec une troisième place sur l'étape en poursuite à Oberstdorf et le huitième rang final.
Encore neuvième du Tour de ski en 2012, ses résultats sont en baisse ensuite, obtenant tout de même son troisième et dernier podium en relais en 2013 à La Clusaz.
Il ajoute deux participations aux Jeux olympiques à sa collection en 2014 à Sotchi et 2018 à Pyeongchang, aussi théâtre de ses adieux au niveau international. Durant cette dernière compétition, il signe ses seuls top dix en grand championnat avec une neuvième place sur la poursuite et une huitième place au cinquante kilomètres classique. Aux Championnats du monde, son meilleur résultat individuel est 14e au cinquante kilomètres libre en 2017 à Lahti.

## Palmarès

### Jeux olympiques
| Épreuve / Édition               | Épreuve / Édition               | Vancouver 2010                   | Sotchi 2014                      | Pyeongchang 2018                 |
| Skiathlon (poursuite) 2 × 15 km | Skiathlon (poursuite) 2 × 15 km | 27e                              | 28e                              | 9e                               |
| Sprint individuel               | Sprint individuel               | -                                | -                                | -                                |
| Sprint par équipes              | Sprint par équipes              | -                                | 9e                               | 7e                               |
| 15 km libre                     | 15 km libre                     | 29e                              | Épreuve inexistante à cette date | 16e                              |
| 50 km classique                 | 50 km classique                 | -                                | Épreuve inexistante à cette date | 8e                               |
| 50 km libre                     | 50 km libre                     | Épreuve inexistante à cette date | 37e                              | Épreuve inexistante à cette date |
| Relais 4 × 10 km                | Relais 4 × 10 km                | Bronze                           | 8e                               | 10e                              |

### Championnats du monde
| Épreuve / Édition           | Sprint                           | Sprint                           | 15 km                            | 15 km                            | Poursuite / Skiathlon 2 × 15 km | 50 km | Relais | Relais    |
| Épreuve / Édition           | libre                            | classique                        | libre                            | classique                        | Poursuite / Skiathlon 2 × 15 km | 50 km | Sprint | 4 × 10 km |
| Mondiaux 2007 Sapporo       | Épreuve inexistante à cette date | —                                | —                                | Épreuve inexistante à cette date | Abandon                         | —     | —      | —         |
| Mondiaux 2009 Liberec       | —                                | Épreuve inexistante à cette date | Épreuve inexistante à cette date | 22e                              | —                               | —     | 12e    | 11e       |
| Mondiaux 2011 Oslo          | —                                | Épreuve inexistante à cette date | Épreuve inexistante à cette date | 18e                              | 31e                             | —     | —      | 8e        |
| Mondiaux 2013 Val di Fiemme | Épreuve inexistante à cette date | —                                | 30e                              | Épreuve inexistante à cette date | 27e                             | 26e   | —      | 11e       |
| Mondiaux 2015 Falun         | Épreuve inexistante à cette date | —                                | 17e                              | Épreuve inexistante à cette date | 31e                             | 16e   | —      | 9e        |
| Mondiaux 2017 Lahti         | —                                | Épreuve inexistante à cette date | Épreuve inexistante à cette date | 28e                              | —                               | 14e   | —      | 11e       |

Légende :
- : pas d'épreuve
- — : Non disputée par Jakš

### Coupe du monde
- Meilleur classement général : 16e en 2011.
- Meilleur classement en distance : 15e en 2011.
- 3 podiums en épreuve par équipes : 1 victoire et 2 troisièmes positions.

#### Courses par étapes
- Tour de ski
  - Meilleur résultat : 8e en 2011.
  - 1 podium sur une étape : 1 troisième place.
- Finales
  - 1 podium sur une étape : 1 troisième place.

#### Classements en Coupe du monde
| Année     | Classement général final | Classement distance | Classement sprint |
| 2005-2006 | 157e                     | 114e                |                   |
| 2006-2007 | 110e                     | 64e                 |                   |
| 2007-2008 | 23e                      | 27e                 | 36e               |
| 2008-2009 | 115e                     | 69e                 |                   |
| 2009-2010 | 140e                     | 89e                 |                   |
| 2010-2011 | 16e                      | 15e                 | 55e               |
| 2011-2012 | 22e                      | 23e                 | 58e               |
| 2012-2013 | 60e                      | 48e                 | 75e               |
| 2013-2014 | 29e                      | 33e                 | 55e               |
| 2014-2015 | 50e                      | 34e                 | 95e               |
| 2015-2016 | 48e                      | 35e                 |                   |
| 2016-2017 | 87e                      | 56e                 |                   |
| 2017-2018 | 46e                      | 41e                 |                   |

### Championnats du monde des moins de 23 ans
- Médaille d'or du quinze kilomètres classique en 2008 à Malles Venosta.

### Championnats du monde junior
- Kranj 2006
  -  Médaille d'argent du dix kilomètres classique.
  -  Médaille de bronze de la poursuite.
  -  Médaille de bronze du relais.

### Jeux mondiaux militaires
- Le Grand Bornand 2013 :
  -  Médaille de bronze en sprint par équipes.